# Fiemme-völgy
A Fiemme-völgy olaszul: Val di Fiemme, ladin nyelven Val de Fiem, németül: Fleimstal, röviden Fleims, egy hosszú és széles folyóvölgy a Dolomitok déli peremén, az Avisio folyó középső szakaszán, Trentino-Alto Adige régió Trento megye (Trentino) északkeleti részén, Trentino-Dél-Tirol régióban, Észak-Olaszországban. Lakossága túlnyomórészt ladin nyelvű. Községei egyetlen közigazgatási egységet alkotnak, a „völgyközösséget” (olaszul: comunità di valle, németül: Talgemeinschaft). Az Avisio-patak völgye nyugaton Altrei (Anterivo) községtől a dél-tiroli Cembra-völgyben folytatódik.

## Fekvése
A Fiemme-völgy az Avisio patak völgyének középső szakaszát képezi. Az Avisio a Dolomitok centrumából, a Fedaia-tóból ered, amely a Marmolada alatt, a Fedaia-hágóban található. A völgy első, északkeleti szakasza a Fassa-völgy, a Sella-csoport déli lejtőjétől, Canazei városától) (ahol a San Pellegrino patak az Avisióba torkollik), le délnyugati irányban Moena város központjáig húzódik.
Moenától délre kezdődik a Fiemme-völgy, melynek első jelentős települése Predazzo. (Itt a Latemar hegylánc délre kifutó válla képezi a völgy nyugati falát, ennek gerincén van a Feudo-hágó, melyen át a Latemar Síközpontba, a Pampeago-hágóra és a dél-tiroli Eggen-völgybe lehet átkelni gyalogosan vagy kábelliftekkel. Predazzónál az Avisio völgye kiszélesedik, és magas hegyláncok között nyugati irányba fordulva halad Castello di Fiemme és Molina di Fiemme községekig. A Fiemme-völgy ladin völgyközösségéhez tartozik még a dél-tiroli Altrei (Anterivo) község, amely már a San Lugano-hágóra néző Trudner Horn (Monte Corno) keleti lejtőjén, a heggyel azonos nevű természetvédelmi terület határán fekszik. Az Avisio patak innen ismét trentinói területen, a Cembra-völgyben (Val di Cembra) folytatódik délnyugat felé, és beletorkollik az Etsch (Adige) folyóba, Trento város fölött kb. 6 km-rel.
Az Avisio patakvölgy részeinek eltérő elnevezése a középkori földbirtokviszonyokból maradt ránk: Az Avisio felső folyása, a Fassa-völgy a 10. század óta a Brixeni Hercegpüspökséghez tartozott, a középső és alsó szakasz, a Fiemme-völgy és a Cembra-völgy pedig a Tridenti Hercegérsekségé volt. (Mindkét egyházfejedelemség a Német-római Birodalom hűbérese volt).
A Fiemme-völgyet délről határoló Lagorai hegylánc vulkáni eredetű porfír kőzetből áll, geológiailag már nem a Dolomitok része, bár földrajzi értelemben a nagy kiterjedésű Fiemmei Déli-Dolomitok (Dolomiti Meridionali di Fiemme) csoportjához sorolják.

## Lakossága
A lakosság nagy része a ladin nyelv „fiemmei” változatát beszéli. A völgy fontosabb települései (régi német neveikkel): 
- Predazzo, (Pardatsch), nagy turistaközpont, innen ágazik ki az SS50-es főút a Paneveggio katlan, a Rolle-hágó és San Martino di Castrozza irányába.
- Cavalese (Cavaleis), innen északnak a Lavazè-hágó és a Pampeago síközpontjai felé, délnek a Fiemme-völgyet átszelő kabinos kábelfelvonón a Monte Cermis sípályáira lehet eljutni.
- Tesero (Teser)
- Castello–Molina di Fiemme (Kastell-Fleims).

A völgy lakossága erdőgazdálkodást, hagyományos alpesi mezőgazdasági tevékenységeket folytat. jelentős a sport-turizmusra épülő szálloda- és vendéglátóipar. A Fiemme-völgy magasan fekvő erdeiből, különösen Pala-csoport (Pale di San Martino)  lábánál fekvő Paneveggio-katlan erdőiből igen jó minőségű lucfenyő terem, a hangszerkészítő ipar keresett nyersanyagát, melyből kiváló minőségű vonós hangszerek és zongorák fődarabjai készülnek.

## Közlekedése
A Fiemme-völgy és a Fassa-völgy völgy teljes hosszában az SS48 olasz állami főútvonal, a Strada statale 48 delle Dolomiti fut végig, amely nyugaton az Etsch (Adige) folyó völgyében futó A22-es autópálya Auer-i csomópontjánál indul, Altreinél (Anterivo) lép be a Fiemme-völgybe, ezen végig haladva Predazzónál keresztezi a Rolle-hágóba felvezető SS50-es utat, majd Moenánál átlép a Fassa-völgybe, Canazei és a Pordoi-hágó irányában.

## Történelme

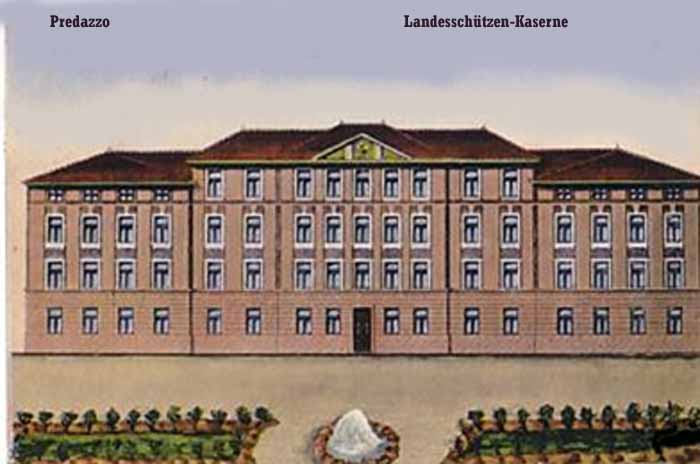
A Honi Lövészek (Landesschützen) laktanyája Predazzóban (1900 k.)

Az első emberi települések nyomai a késő bronzkorból valók. Cavalese környékén ősi földvár maradványait találták. Ugyanitt 6. századi ókeresztény temetőt is feltártak itt. A 10. századtól a Tridenti Hercegérsekséghez (Erzbistum Trient) került, Trento központtal, míg az Avisio-völgy felső, északi szakasza, a Fassa-völgy a brixeni központú Brixeni Hercegpüspökség (Fürstbistum Brixen) fennhatósága alá került. Mindkét egyházfejedelemség a Német-római Birodalom hűbérese volt. A Fiemme-völgyi községek szövetsége autonóm elöljáróságot harcolt ki (Magnifica Comunità di Fiemme),  mely a termőterület (erdők és alpesi legelők) közbirtoklásán alapult. A 12. századtól a völgyben és mellékvölgyeiben gabonaőrlő malmok és fűrészmalmok épültek, a hegyekben rézércet bányásztak. A napóleoni háborúkban a területet elszakították Tiroltól és Bajorországhoz csapták. A ladinok fegyveresek küldésével támogatták Andreas Hofer népi felkelését Tirolban. A bécsi kongresszus után mindkét völgyet (Trentinóval és Venetóval együtt) visszacsatolták a Habsburg Birodalomhoz.

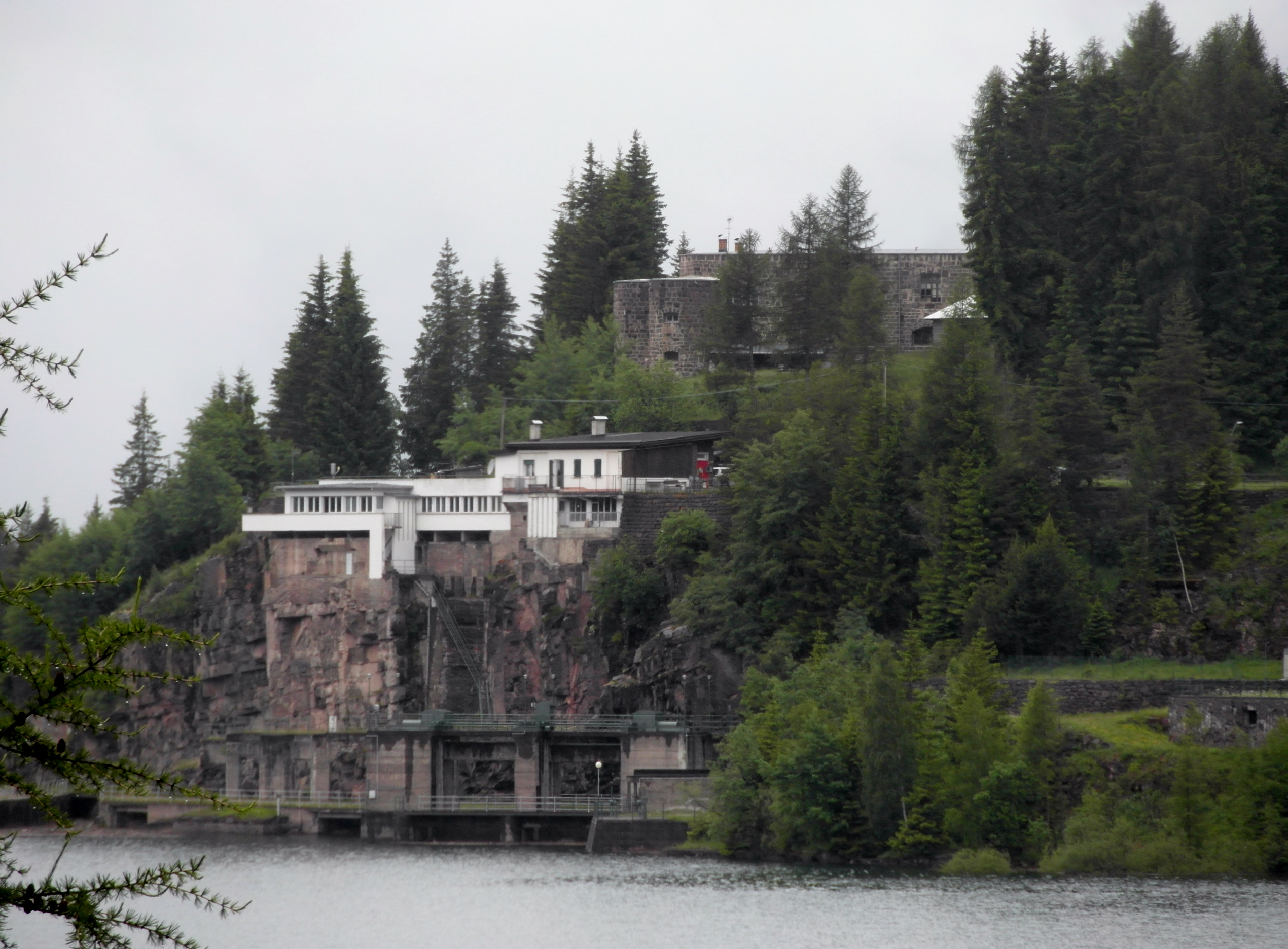
Az osztrák-magyar Buso-erőd a Paneveggio-tó partján

Az első világháborúban a Fiemme-völgy közvetlenül a Osztrák–Magyar Monarchia Monarchia délnyugati frontjának vonalán feküdt. Nyugaton az Etsch (Adige) völgye, északkeleten a Fassa-völgy szilárdan osztrák–magyar kézen volt, a front közvetlenül a Rolle-hágó alatt húzódott. A Rolle-hágó útja fontos utánpótlási útvonal volt a Fiemme-völgy és a San Pellegrino-hágó között. A Rolle-hágó felé vezető út fölött, a Paneveggio-völgykatlanban ma is láthatók az egykori osztrák–magyar záróerődök. A császári és királyi hadvezetés a háború küszöbén építeni kezdte a Fiemme-völgyi vasútvonalat (Fleimstalbahn), melynek első, nyugati szakasza, a Etsch (Adige) folyó völgyi Auertől Cavaléséig és Castellóig 1917-ben elkészült. A tovább Predazzóig tervezett keleti szakasz már nem épülhetett meg, mert a délről, San Martino di Castrozza felől támadó olaszok feljutottak a Fiemme-völgyet délről lezáró Lagorai-hegygerincre (Catena di Lagorai), elfoglalták a Monte Cauriolt, és a vasút nyomvonala az olasz tüzérség hatókörébe került. A világháború után a vasutat az olaszok az 1950-es évekig üzemeltették, majd 1960-ban felszámolták, a sínek nyomvonala ma sétaút és bicikliút.

## Természeti katasztrófák, balesetek
- 1985. július 19-én Cavalese fölött átszakadt a helyi fluoritbánya iszapszikkasztó medencéjének 34 méter magas felső gátja. A meredek hegyoldalról lezúduló 180 000 m³ víz és üledék az alsó tározó gátját is áttörte. Az iszaplavina a Stava-patak menti lakónegyedet. A kiömlő anyag 50 000 m³ törmeléket, földet, sziklákat sodorva kijutott az Avisio völgyébe, Tesero faluban is súlyos károkat okozott. Hivatalos adatok szerint 268 személy vesztette életét.
- A Fiemme-völgy északi oldalán fekvő  Tesero községet és a déli hegyoldalt, a Monte Cermist összekötő kabinos drótkötélpályát (funivia di Cermis) a 20. században két súlyos szerencsétlenség sújtotta:
  - 1976. március 9-én a kábel elszakadt, egy kabin a mélybe zuhant, 42 utas meghalt.
  - 1998. február 3-án az amerikai légierő egy EA–6B Prowler típusú felderítő repülőgépe, amely az avianói légitámaszpontról szállt fel, beleakadt a kábelbe és elszakította azt. A lezuhanó kabinban 20 turista és az olasz kezelő életét vesztette. Az eset nagy felháborodást váltott ki Olaszországban, mert az 1951-es londoni egyezmény értelmében a NATO-pilóták kívül estek az olasz igazságszolgáltatás hatáskörén, és büntetlenül távozhattak. Az esetet mindmáig a „cermisi mészárlás” (strage di Cermis) néven emlegetik.

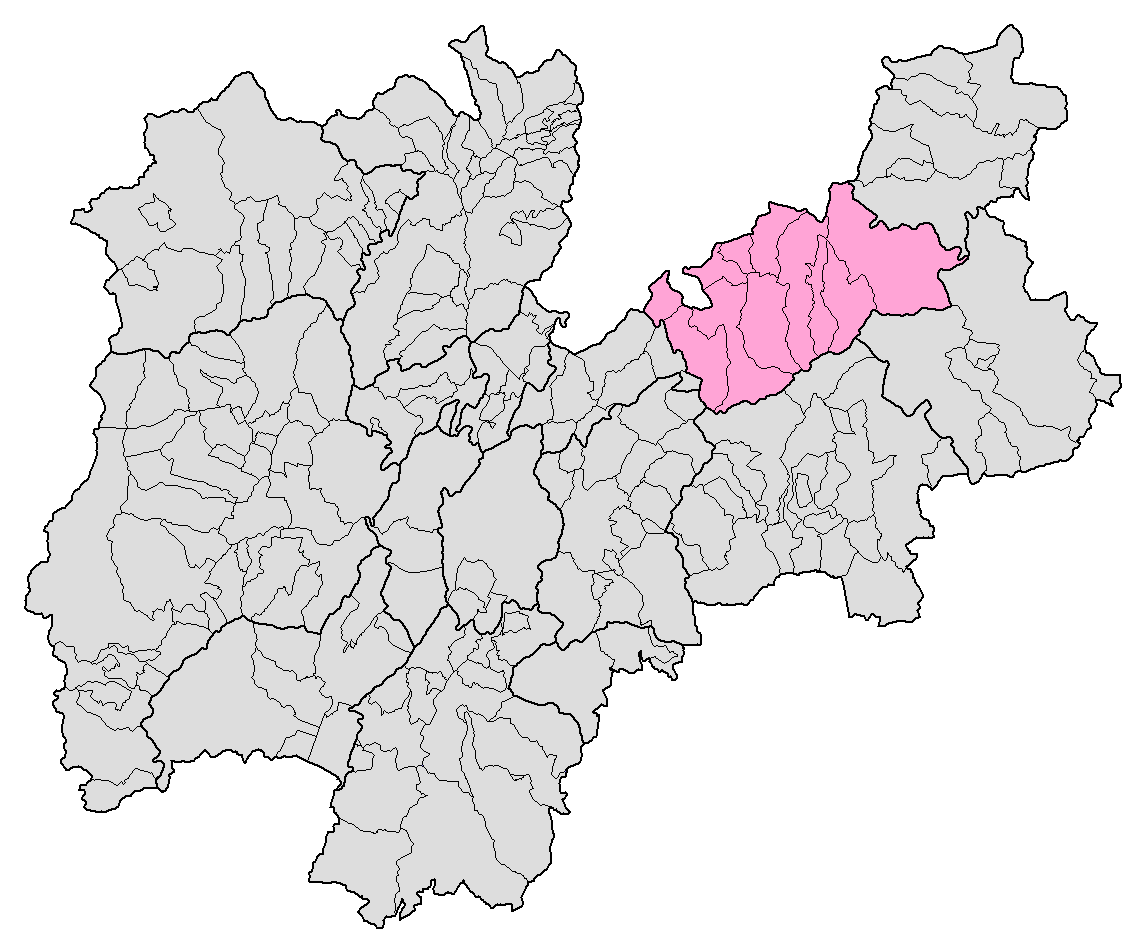
A Comun General de Fiemme önkormányzat területe (Trentino térképén)

## Turizmus, sport
A Fiemme-völgy Észak-Olaszország egyik legjelentősebb télisport-központja. A völgy sípályái és felvonói a Dolomiti Superski regionális télisport-szövetség tagjai, a „Fiemme-völgy – Obereggen” elnevezésű zóna része. A völgy körzetében számos kiváló alpesi síterep fekszik:
- Cermis síközpont (Monte Cermis, a Cavalesével és Teseróval szemben fekvő, északra néző hegyoldalon)
- Latemar síközpont (Pampeago-hágó, Tesero, Predazzo és a dél-tiroli Deutschnofenhez tartozó Obereggen háromszögében, pályarendszerek mindhárom irányban). Pampeagóban (az Agnello-hegy / Feudo-hágó lejtőjén) FIS-szabványnak megfelelő síugrósánc is van.
- Lavazè-hágó, Weißhorn (Corno Bianco) (Tesero fölött)
- Tre Valli (Moena, San Pellegrino-hágó, Falcade felé)
- Predazzóból elérhetők Bellamonte, Ziano, Lusia, a Valles-hágó és a Rolle-hágó síterepei.

A Fiemme-völgyben északisí-világbajnokságot rendeztek 1991-ben, 2003-ban és 2013-ban. A versenyek központi színhelye a Teseróban 1991-ben felavatott (és 2012-ben felújított és kibővített) „Lago di Tesero” sífutó stadion (Stadio del fondo di Lago di Tesero) volt.

## Képgaléria

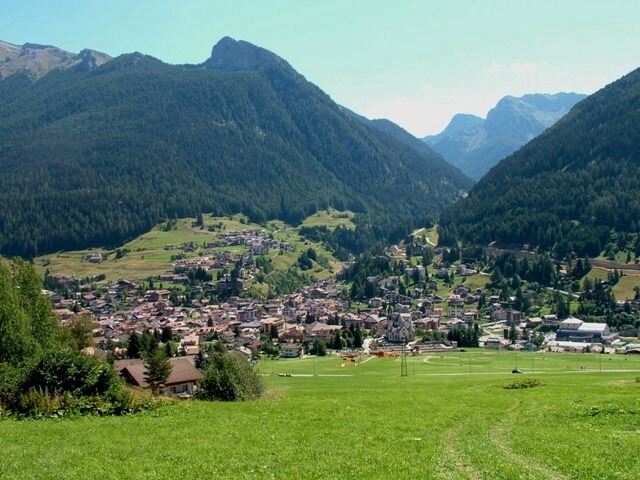
A völgy kezdete Moenánál
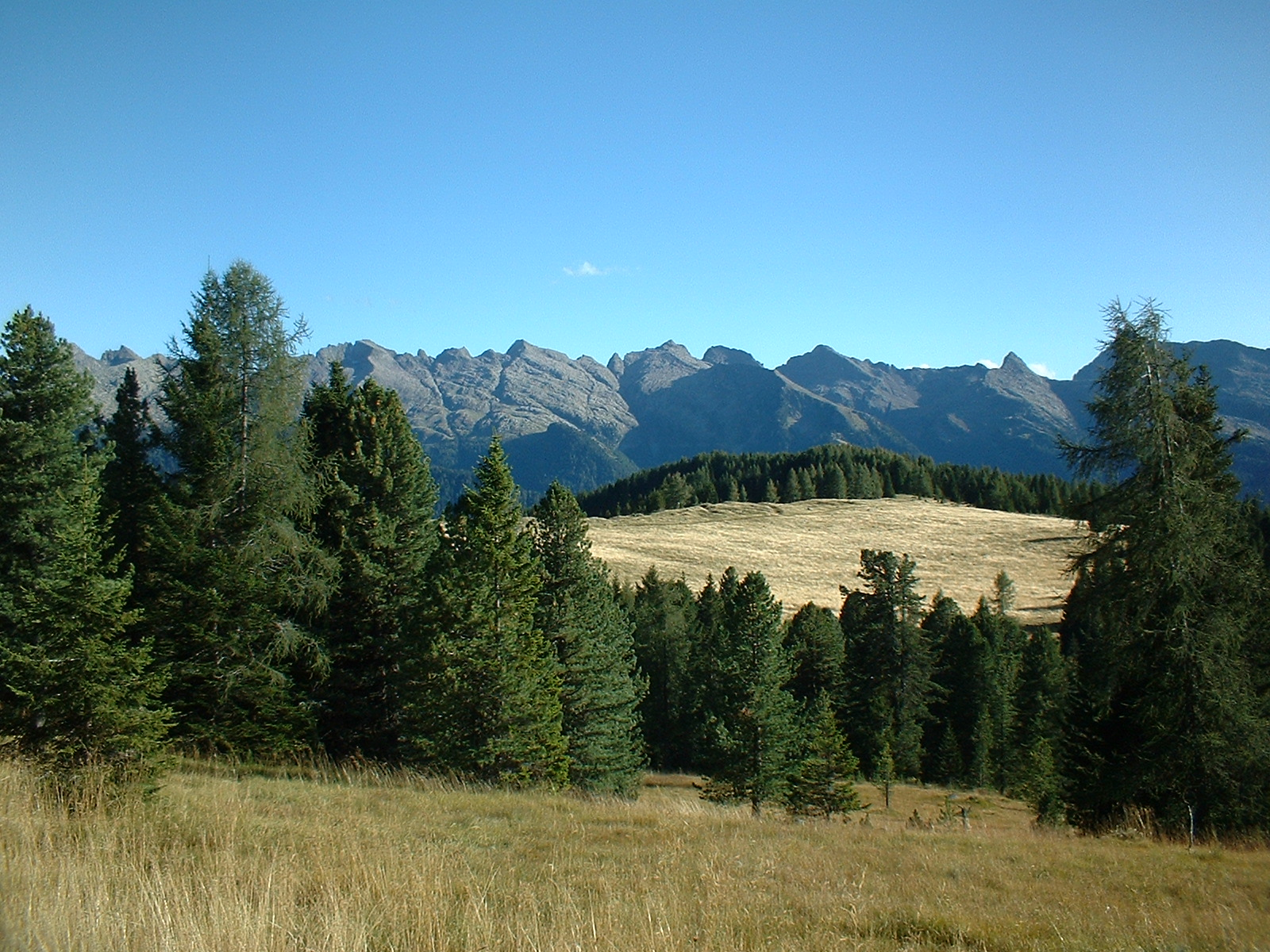
Lagorai-csoport, Lusia-hágóról nézve
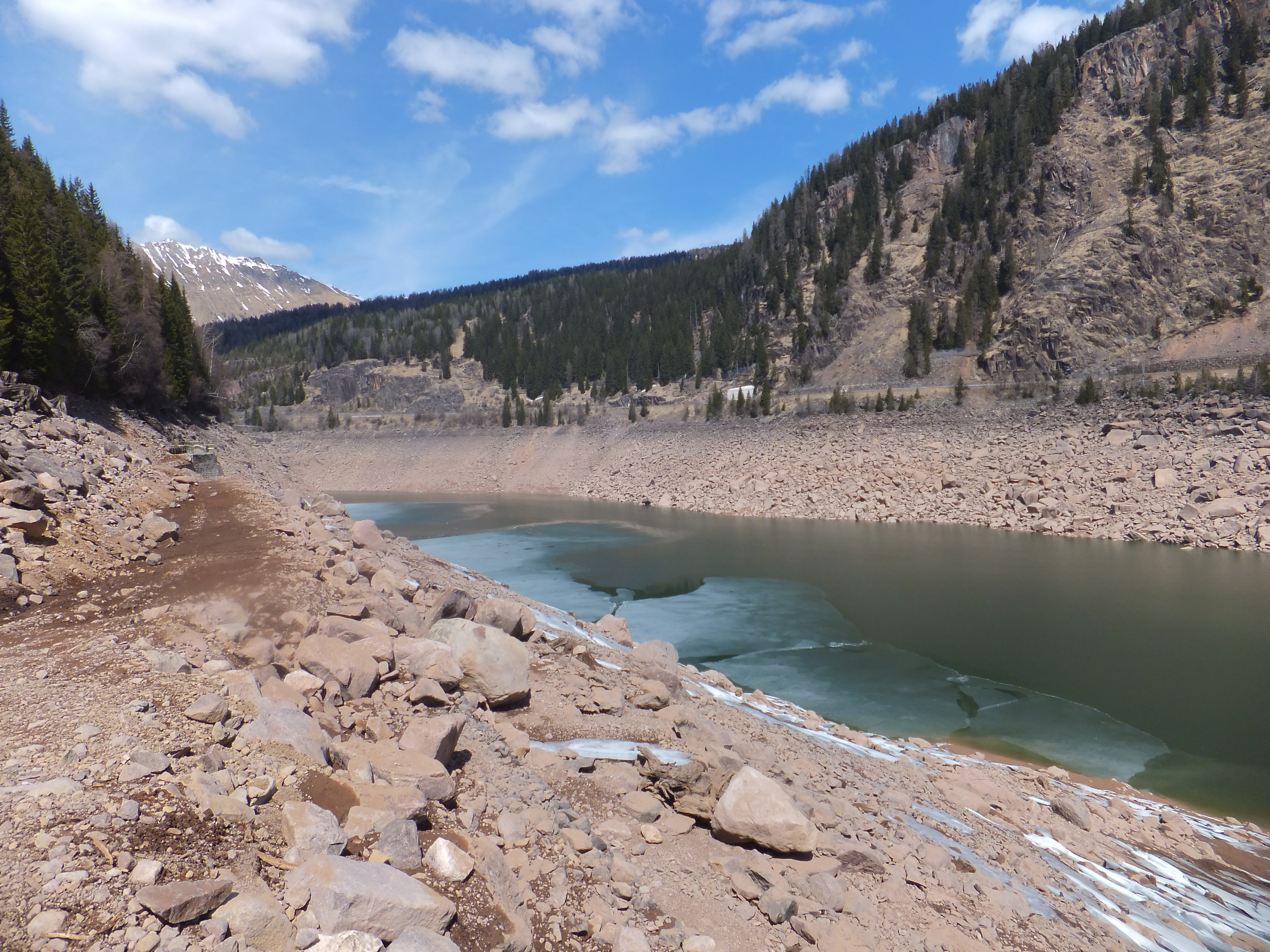
A Paneveggio mesterséges tó
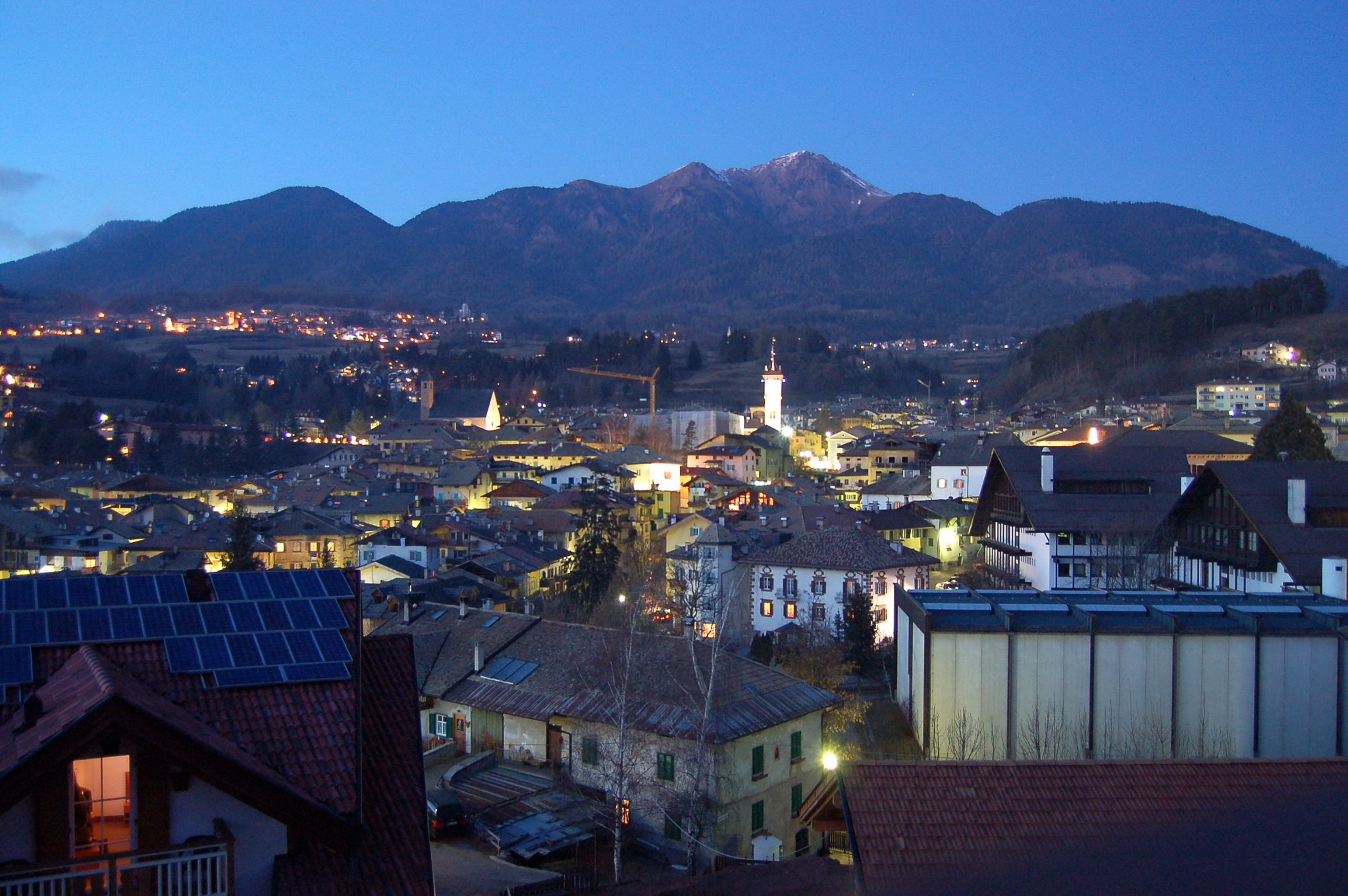
Cavalese
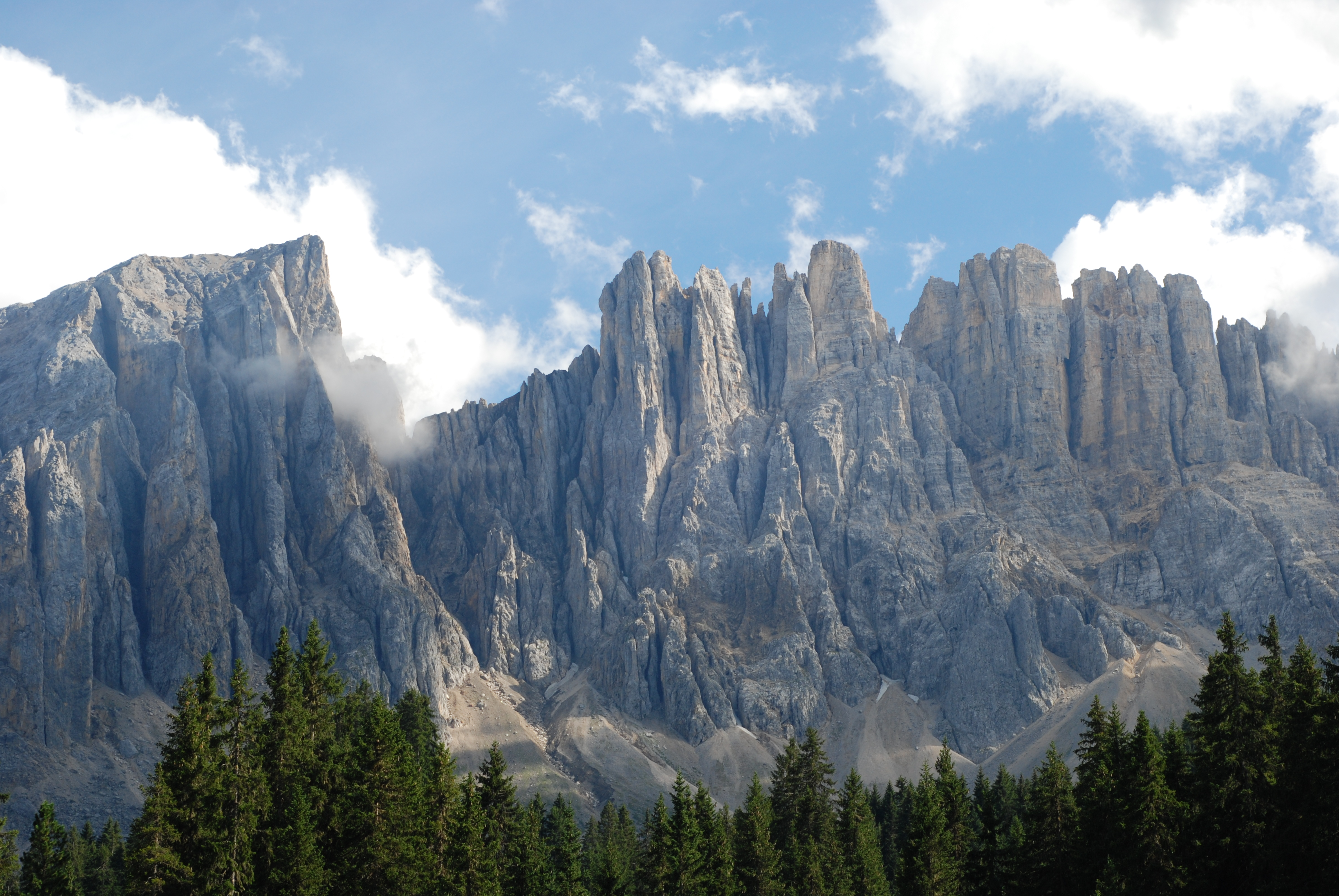
Predazzo, Latemar-csoport